# ユメエビ属

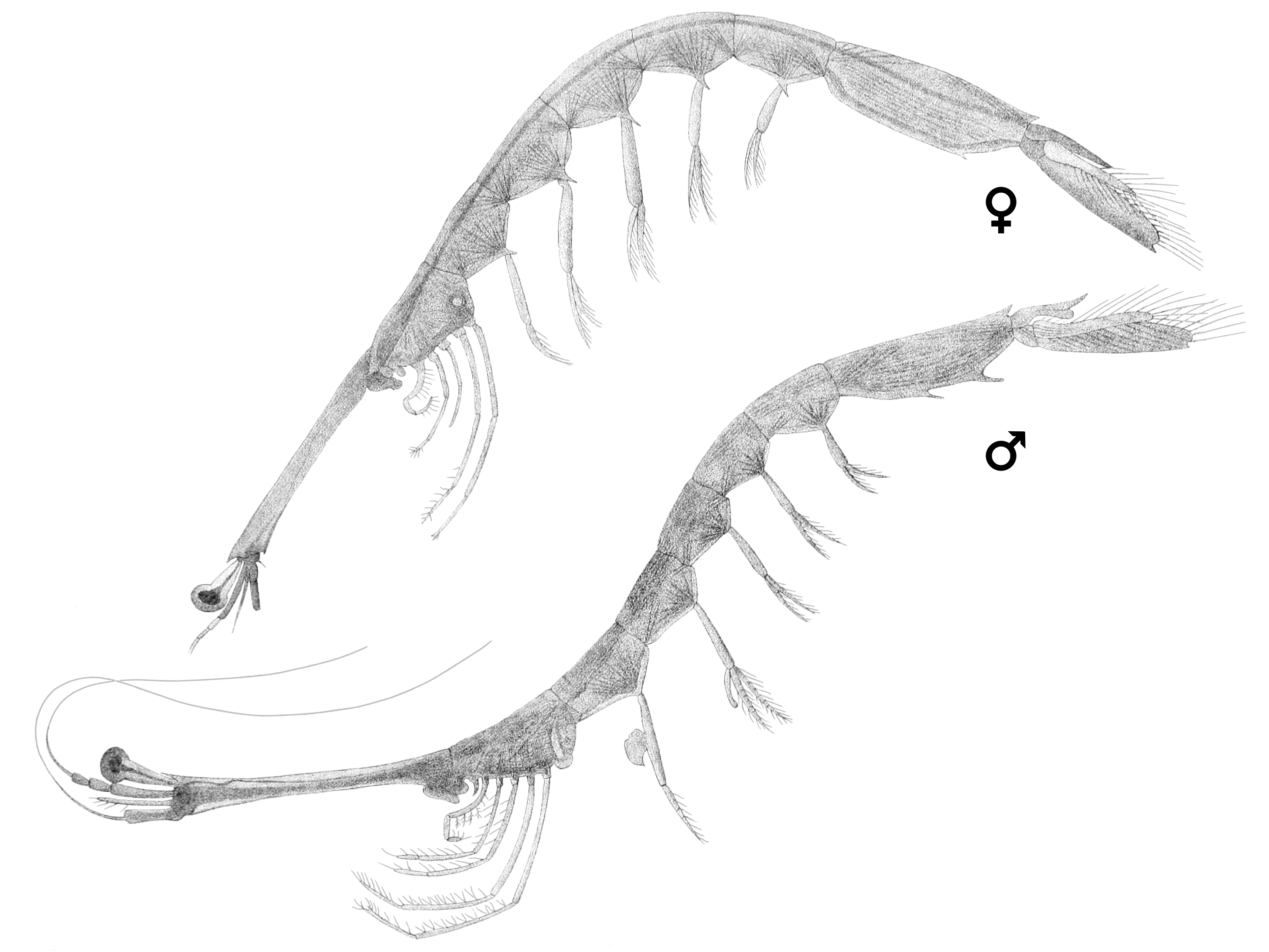
図版（ユメエビ）

ユメエビ属（ユメエビぞく、Lucifer）は、エビの仲間の1属。プランクトン生活をする小型のエビで、その形態が特異なことで知られる。2属に分ける説もあり、それについても説明する。

## 概説
浮遊性の小型のエビである。そのような生活をするエビ類は少なくないが、本群のものはその形態がエビと思えないほどに特殊である。頭部が前に突出して全体に非常に細長く、附属肢や鰓の退化も著しい。分布は世界的である。その特殊な形態から本属のみで単独の科を立てる。ただし本属を2つに分ける説がある。学名は著名な悪魔そのものであり、本属を分割して立てることを提唱されている別属にも悪魔の名が採られている。
利用されることはまずなく、それもあって一般への知名度はほとんどないが、ごく普通に見られるものであり、いわゆるチリメンモンスターとしても見ることが出来る。

## 特徴
体長が僅かに10-15ミリメートルほどのごく小型のエビである。その身体は細長くて透明で、きわめて特異な形をしている。体は左右方向に強く平らになっている。頭部の前半部（口前部という）が前方に長く伸びているのが目立つ特徴であり、眼と触角がその先端にあり、他の頭部、胸部の附属肢から大きく離れている。眼はその柄（眼柄）が比較的長い。第1触角には下鞭がない。額角は短くて先端がとがる。第1顎脚には外肢、副肢ともにない。第4、第5胸脚は退化し、完全になくなっている。それ以外の胸脚はすべて鋏でない通常の歩脚状だが、第3胸脚は不完全な鋏となっている。これは先端が指節になって、それを折り込むことで次の節との間に挟み込める構造である。また、鰓が全くない。

### 形態の特殊性について
本属の種はとにかくその姿が特異であり、たとえばVereschk et al.(2016)はその最初の1文で『その常軌を逸した外見から、世界中でもっとも異常なエビ(the most peculiar shrimps in the world because of their aberrant appearance)』であると記しているほどである。本属の動物の特徴は上記の通りだが、それがどのように普通のエビと異なるのかについて説明する。普通のエビの身体は前半の頭胸部と後半の腹部からなり、頭胸部には見かけ上は体節がなく、前端に目と触角、腹面に脚が並んでいる。後半の腹部には体節があって腹面にはひれ状の遊泳肢がある。本属では腹部はほぼ標準の構造を持つが、頭胸部にはかなり根本的な違いがある。
一般のエビの場合、頭胸部は全体を背甲（頭胸甲）が覆っており、体節が見えないのはこのためである。頭胸甲は普通のエビではその前端に、前に突き出した左右から扁平な突出部があり、これを額角という。背甲は腹部前端まで伸び、左右は膨らんでいて腹面までを覆う。左右の腹面側が膨らんでいるのはその内側の腔所に鰓が収まっているからで、この鰓は胸脚の基部から出てこの中に入っている。頭部と胸部は密着していて、以下のような附属肢、あるいはそれに由来したと考えられる構造がある。頭部には第1触角、第2触角、眼、大顎、第1小顎、第2小顎。胸部には第1-3顎脚と第1-5胸脚。この内の2対の触角と眼は背甲の前端から前に突き出す。ただし先述のように背甲前端が額角として突き出すため、やや下側から出る。大顎から第3顎脚までは口器となって眼と胸脚の間に収まる。胸脚は背甲の腹面から下に伸びる。ただし第3顎脚の外肢は胸脚と同じような形に発達するのが普通なので、腹面からは6対の歩脚が出ているように見える。
ところが本属では、まず口器より前の頭部が長く前に突き出している。それに額角もごく小さい。そのために頭胸部前端が細長く前に伸び出し、触角と眼だけがその先端に突き出した形になる。またそれらが他の附属肢から大きくはなれて位置することにもつながっている。また鰓がないために胸部の背甲もとても狭くなっている。更に後ろ2対の胸脚がないので見かけ上の歩脚の数も2対少なくて4対である。また普通のエビでは第1触角に下鞭（外鞭とも）があって途中で二又に分かれて見えるのが、本属にはないので単一である。浮遊性の小型エビ類としては本群に近縁なサクラエビやアキアミなどもあるが、それらが普通のエビの姿であるのに比べても本群は突出して異様である。

### 名称について
学名は間違いなくルシファーである。ルシファーは悪魔の名称として有名なものだが、原義は『光を戴くもの』であり、本属の命名者の意図は明らかではない。他方で後述する本属から分割されるべきとされる新属の属名はベルゼブブ（ハエの神）で、これも有名な悪魔の名であり、ルシファーとの関係において、つまり悪魔繋がりで名付けられたものである。
日本名は夢エビであろうと思われるが意図は不明である。ただしその姿からは悪夢と言った方が当たっているとの声もある。ちなみに英名は Ghost prawn （幽霊クルマエビ）であるようである。

## 分布と生態
海産で浮遊性。下記のユメエビは太平洋と大西洋の南北半球に跨って緯度40度までの広い海域に分布する。ほかに L. faxoni が西大西洋に分布があり、それ以外の全種は太平洋からインド洋に分布する。チェースユメエビはインド洋から西太平洋に分布し、ごく近縁な別種である L. faxoni が大西洋に産する。
本属のものは沿岸域から沖合までの表層のプランクトンとして普通に見られ、特に沿岸域では大量に発生することがしばしばある。そのために魚類や大型甲殻類の餌として重要で、海洋生態系における食物連鎖の上に占める役割も大きいと考えられている。その量の多さについては「あふれかえるほど」にいるとも。沖縄から台湾の南の洋上での調査では本属の個体密度は1,000立方メートルあたり400個体から多い地点では10,000個体を超え、これは中深層性のエビ類のそれを1-3桁上回るという。また、遊泳力が弱いために海流によって分布が大きく影響を受け、流れが停滞する水域に多く出現する傾向がある。
シラスやちりめんじゃこの漁でもよく混入し、いわゆるチリメンモンスターとしてもよく発見される。形態が独特なので発見、同定は容易で、チリメンモンスターの中でももっともモンスターらしいものの一つ、との声もある。
本種は捕食性と考えられており、ブラインシュリンプの孵化直後の幼生を餌とした捕食性の実験なども行われている

## 発生
ノープリウスで孵化し、プロトゾエアが3期、ゾエア2期を持つとの報告がある。
産卵した受精卵は第3脚につけて保護する。また産卵には日周性があり、たとえば L. faxoni では産卵は夜間であり、20時から23時までの間であった。卵は第3脚に保持し、ノープリウスが出るまで保護した。雌は複数回産卵し、生涯に140までの卵を産出した。その生活環は1か月以内で完結する。
ただしキシユメエビは小型の卵を産み、卵は胸脚に保持されることなく放出される。また1回の産卵数が180以上もあり、これは外洋性の種の6倍にもなる。この種は内湾性の性質が強く、橋詰(1998)は系統の問題も含め、内湾性の種が祖先的で外洋性のものはそこから派生したと判断し、栄養豊富な内湾では小卵多産戦略を採り、そこから栄養の乏しいより外洋的な海域に進出する際に大卵少産戦略を採るようになったものとの考えを示している。

## 分類
その特殊な形態の特異性から本属単独でユメエビ科 Luciferidae を立てることが行われ、この科が記載されたのは1849年のことであった。もっともその後サクラエビ科の下でユメエビ亜科とする扱いが長く続いた。しかし現在の甲殻類学者の多くがこの科をユメエビ属のみを含む単形科であるとの立場を取る。後述の形態的特徴に基づく分岐分類学的な分析の結果ではサクラエビ科のアキアミ属の1種 Acetes indicus と姉妹群をなすことになっている。
ちなみに西村編著(1995)はサクラエビ上科に、千原・村野(1997)はクルマエビ上科に含めている。

## 下位分類
世界に７種が知られている。そのうち6種は1919年に書かれたhansenによるこの群のモノグラフにあり、残るもう1種 L. chacei は1973年の記載であるが、これは既存の種から分割されたものである。つまり1919年に3種が記載されて後、完全に新しい種として発見されたものはない。
なお、これらの種を2属に分割する説があるが、それについては後述する。
千原・村野(1997)には日本産を6種として、5種を上げている（以下一覧で和名を付してあるもの）。なお岡田他(1988)など従来はユメエビの学名は L. reynaudi とされていたが、これは現在の判断では下記の学名となり、外洋性の種である。
- Lucifer ユメエビ属
  - L. chacei チェースユメエビ
  - L. faxoni
  - L. hanseni キシユメエビ
  - L. intermedius ナミノリユメエビ
  - L. oriwntalis
  - L. penicillifer ケフサユメエビ
  - L. typus ユメエビ

西村編著(1995)はそのうちでキシユメエビのみを取り上げ、西日本の湾内に普通で、特に秋期に大発生する旨を記している。

### 属の分割に関して
上記のように本群のエビはそれ以外のエビ類と明確に異なる特徴をいくつも持っており、その点で他のエビ類とは明確に区別でき、判断に迷う例はない。その意味からこの群が独立の科ないしその程度の段階の分類群をなすものであるとの判断は揺るがない。
Vereschk et al.(2016)は形態的特徴に基づいた分岐分類学的な分析を行い、それによっても本群の単系統であること、科としても纏まりが強固であることを確認した。しかしながら、そこに含まれる単形属と見なされていたものが明確な２つのクレードに分かれることを見出した。彼らはそのために本属を2つに分け、新しい属に Belzebub の名を与えた。
それによれば本属に残るのはユメエビと L. orientalis の2種のみで、あとの5種がこの属に入る。学名は以下の通り。
- Belzebub
  - B. chacei
  - B. faxoni
  - B. hanseni
  - B. intermedius
  - B. penicillifer

これら2群は交尾器の特徴で明確に区別され、外見上ではユメエビ属に残るものは眼柄が円筒形で細長く、頭部から眼が前方に長く突き出るのに対し、この属のものでは眼柄は円錐形で細長く伸びない。

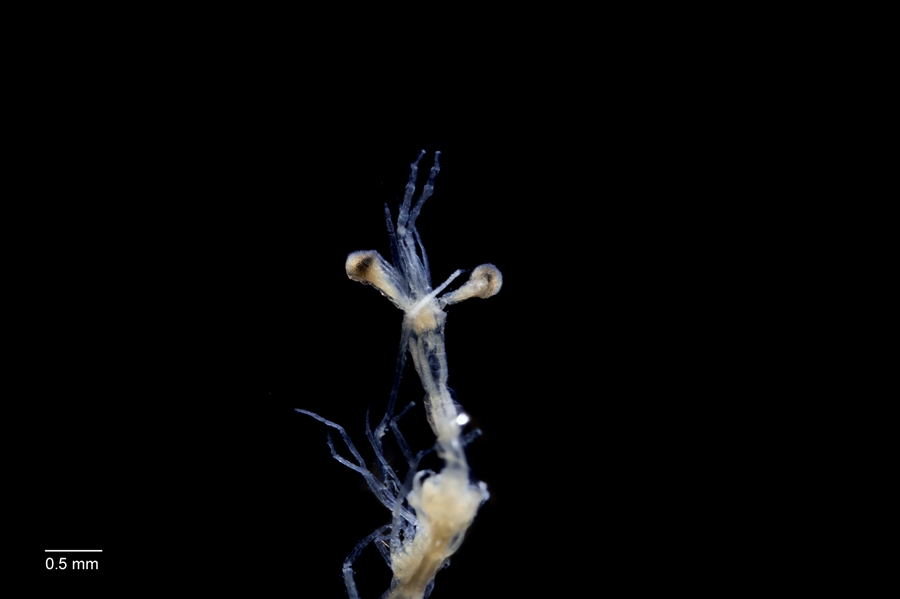
キシユメエビ（Belzebubに含まれる種）の頭部

なお1919年のモノグラフにおいてもHansenはこの属の種を2群に分けており、その区分はこの2属に当てはまる。Belzebub は彼の区分ではグループBに当たる。

## 利害
上記のように海洋生態系においては重要な役割を担っていると思われるが、人間との直接的な利害関係はない。近縁のサクラエビやアキアミは食用とされ、知名度もあるのに対し、本種の知名度はその存在が普通であるのに反してきわめて低く、これは食用にされていないためとの声もある。